# Tallsektorspindel
Tallsektorspindel (Stroemiellus stroemi) är en spindelart som först beskrevs av Tord Tamerlan Teodor Thorell 1870.  Tallsektorspindel ingår i släktet Stroemiellus och familjen hjulspindlar. Arten är reproducerande i Sverige. Inga underarter finns listade i Catalogue of Life.